# Jutta von Sponheim
Jutta von Sponheim, née vers 1092 et morte le 22 décembre 1136, était une recluse à l'ermitage bénédictin du Disibodenberg. Issue de la famille comtale des Sponheim, elle a été béatifiée par l'Église catholique et est vénérée comme bienheureuse. Sa fête est le 22 décembre,. Elle est connue pour avoir été l'éducatrice d'Hildegarde de Bingen.

## Biographie
Jutta est la plus jeune de quatre femmes nobles nées dans ce qui est devenu la Rhénanie-Palatinat. Elle est la fille du comte Étienne (Stéphane) II de Sponheim, résidant au château fort de Sponheim dans la Franconie rhénane, et de son épouse Sophia, elle-même une fille du comte bavarois Meginhard V de Formbach (Vornbach) et veuve de l'anti-roi Hermann de Salm. Son père meurt quand elle a trois ans.
Quand Jutta eut atteint douze ans, elle est tombée gravement malade ; après sa prodigieuse guérison, elle s'adressa à l'archevêque Ruthard de Mayence et est entrée dans l'ordre bénédictin à l'âge de 14 ans, contre la volonté de sa famille. Elle a été éduquée, comme la jeune Hildegarde de Bingen, par la veuve consacrée Uda de Göllheim.
Elle devient anachorète, s'enfermant dans une cellule, recluse à la collégiale de Disibodenberg sur le Rhin, dans le diocèse de Mayence. Elle devient la mère supérieure d'un couvent de bénédictines, et après sa mort en 1136, Hildegarde de Bingen devient magistra (prieure) de cette communauté.

## Sources
- (en) Cet article est partiellement ou en totalité issu de l’article de Wikipédia en anglais intitulé « Jutta von Sponheim » (voir la liste des auteurs).
- Anna Silvas, Jutta and Hildegard: The Biographical Sources, Penn State Press, 1999 - 299 pages.